# Gaspar de Oponte
Gaspar de Oponte fue un funcionario español de la época de Felipe V. En 1717 fue nombrado por la Corona como Gobernador de la provincia de Costa Rica, para suceder al Sargento Mayor José Antonio Lacayo de Briones y Palacios, pero no aceptó el cargo y en su lugar se designó el 26 de noviembre de 1718 al coronel Diego de la Haya Fernández.
En algunos textos se le cita también con el nombre de Gaspar de Aponte.